# Michel Guino
Michel Guino, né à Paris le 28 septembre 1926 et mort à Lancieux le 5 septembre 2013, est un sculpteur français.

## Biographie

### Formation
Michel Guino entre en contact avec le monde de l’art et des formes dans l’atelier de son père, le sculpteur d'origine espagnole Richard Guino (1890-1973). Après avoir fréquenté l’Académie de la Grande Chaumière à Paris, il entre en 1944 à l’École des beaux-arts de Paris où il rencontre César, Albert Féraud et Philippe Hiquily, alors comme lui dans l’atelier de Marcel Gimond. En 1946, Michel Guino se replie avec quelques artistes dans un village du Vaucluse. Là, à défaut de marbre ou de bronze trop cher pour sa carrière débutante, Guino travaille surtout la pierre qu’il trouve en abondance, et le plâtre, peu onéreux. Mû par le même souci d’économie, il commence à s’interroger sur les matériaux de récupération.

### Le métal
En 1951, prenant son premier atelier, il aborde la sculpture du métal et s’écarte petit à petit de la figuration. La découverte de Julio González — encore l’influence catalane — l’éclaire et le stimule. Les premières sculptures en cuivre, plomb martelé, fer, et plus tard acier inoxydable, voient le jour . « Le métal », écrira Guino[réf. nécessaire], « nous permet un nouvel espace, une conception plus cosmique de la forme et de la lumière, qui reste la véritable matière à manier ».
« Attiré par l’ouverture de la forme et les jeux de transparence suscités par l’introduction de la lumière et de l’espace dans l’œuvre, il crée d’abord des personnages allusifs, en cuivre ou en plomb martelé. » « Largement figuratives à l’origine, les œuvres sont très vite allégées, épurées, éthérées, tout en restant longtemps marquées par d’évidentes références à la morphologie humaine. ». Puis l’artiste laisse plus nettement percer son goût pour les formes héritées de l’usine, alliance de rigueur et de vigueur. Il a en particulier été l’un des premiers à utiliser des hélices et des ailettes de réacteurs d’où il fait jaillir, par une habile transmutation, la fraîcheur des pétales. Il introduit également pièces et blocs de moteurs.
Quand il ne recourt pas aux éléments mécaniques, il reprend leurs formes en fer et en acier inoxydable, qu’il découpe aux cisailles et martèle avant de souder les plaques irrégulières et incurvées dans des architectures aériennes. À L’hommage à Vasco de Gama (cuivre, 1962) répond quarante ans plus tard Pétales de l’espace (ailettes, 2004). « Chez Guino, le jeu et le hasard sont soumis à sa connaissance intuitive du matériau dompté par un métier infaillible. ».

### Sculpture et architecture
Grâce aux encouragements d’un ami de Casablanca, l’artiste va aussi s’interroger sur les nécessaires rapports à instaurer entre architecture et sculpture. « J’ai toujours eu envie de placer une sculpture dans un ensemble moderne » dira Guino[réf. nécessaire], « non pas comme simple objet d’ameublement mais comme signe chargé près de l’homme ». En témoignent de nombreuses œuvres monumentales.

### Robots
Guino n’est pas l’homme d’un procédé, d’une routine. Ainsi, après avoir largement arpenté les champs de l’abstraction, l’artiste s’est-il de nouveau rapproché de la figuration : il crée des robots semblant prêts à se mettre en marche (L’Homme qui marche, bronze, 1975), accumule des fragments de moulages antiques réorganisés (Morceaux choisis, plâtre, 1973-1974), invente des sculptures jeux, des sculptures jouets, ou s’intéresse aux automates électriques. Il crée ainsi, selon les mots de la critique d’art Lydia Harambourg, « un univers baroque et futuriste ».
En empruntant des éléments, qu’il réorganise à sa façon, à la science et à la technique et, plus récemment, à l’univers électronique par lequel il se sent très sollicité, il essaye, dépassant aussi certaines barrières techniques, « de créer des possibles insoupçonnés souvent emprunts d’inquiétude ». D’ailleurs, pour Michel Guino, graveur, dessinateur, créateur polymorphe, la sculpture, dont il ne s’est jamais détaché, représente « l’art le plus inquiet ».

### Poète de la forme
Ce qui frappe chez Guino, malgré la pluralité des voies de recherche, c’est le maintien de l’unité du style : verticalité, équilibre subtil entre force et légèreté, élégance et dislocation. Il est avant tout un poète de la forme qui s’est fait un allié de la lumière : « Je me mets devant des bouts de matières et de matériaux, je les questionne et je les fais danser ». Grande et forte, c’est une œuvre qui interroge plutôt qu’elle n’affirme.
En 1963, Guino reçoit de l'éditeur Iliazd une commande de quinze pointes-sèches sur plaques de cuivre découpées pour illustrer le poème de Paul Eluard Un soupçon. Le livre, qui a nécessité deux ans de travail,  est publié en 1965 en 72 exemplaires à l'enseigne du Degré quarante et un. Plus tard, Guino réalisera le masque mortuaire d'Iliazd, ainsi qu'une sculpture-assemblage en sa mémoire. Il fut membre de l'Iliazd-Club de 1990 à sa mort.
En 2004, une exposition d’œuvre de Michel Guino à la bouquinerie de l’Institut à Paris présentait des pièces anciennes et nouvelles.

### Réhabilitation de l'œuvre sculpté Auguste Renoir-Richard Guino
Pendant plusieurs années, Michel Guino s’est consacré à la divulgation de l'épisode singulier de l’histoire de la sculpture que constitue la collaboration de son père, le sculpteur Richard Guino, avec le peintre Auguste Renoir (1841-1919). L'attribution de leur collaboration fut révisée soixante ans après sa création, à l’issue d’un long procès initié en 1965 par Michel Guino. Après une minutieuse analyse des pièces, des processus qui présidèrent à leur création et l’audition de nombreux artistes, la qualité de coauteur est reconnue à Richard Guino en 1971 par la troisième chambre civile du tribunal de Paris et définitivement établie par la Cour de cassation en 1973. L’historien d’art Paul Haesaerts précise dès 1947 dans Renoir sculpteur : « Guino ne fut jamais simplement un acteur lisant un texte ou un musicien interprétant mécaniquement une partition […]. Guino était impliqué corps et âme dans l’acte créatif. On peut même affirmer avec certitude que s’il n’avait pas été là, les sculptures de Renoir n’auraient pas vu le jour. Guino était indispensable. » Cependant, après avoir cessé de recourir aux services de Guino, Renoir a poursuivi son œuvre sculpté en collaborant avec le sculpteur Louis Morel (1887-1975).
Ce procès n'a pas été intenté « contre » Renoir, réduction véhiculée dans certains textes ou articles de journaux se référant à « l'affaire ». Il s'est agi de contribuer à dévoiler l'historique exceptionnel de ce processus de création pour rétablir l'apport original de Guino à l'œuvre sculpté, initialement occulté par Vollard. Un « praticien » sculpteur reproduit ou agrandit un modèle déjà existant. Richard Guino, lui, fait une transposition de techniques : on passe de la peinture de Renoir à la sculpture de Richard Guino, l'esprit de la peinture transparaît dans l'esprit de la sculpture. Transmutation avérée entre deux artistes. Le phénomène a pu s'accomplir grâce à leur amitié et intense communauté de vue. Le peintre à ses toiles et le sculpteur travaillant la glaise des Collettes. C'est ce point unique et rare qui caractérise cette œuvre.

## Œuvres

### Œuvres dans l'espace public
- 1951 : Montpellier, en collaboration avec César (pierre).
- 1964 : Agadir, Maroc, Centre suédois pour l'enfance (cuivre).
- 1965 : Rabat, Maroc, théâtre du Palais-Royal (cuivre).
- 1966 : Paris, siège social de la C.S.F., salle des conseils (inox réfractaire).
- 1970 : Nice, Faculté des Sciences humaines (inox).
- 1972 : Port Barcares - Don Quichotte - (inox).
- 1973 : Lyon, C.E.S. d'Ecully (aciers spéciaux) ; ensemble à Massy-Vilaine (hélices d'avions).
- 1975 : Annœullin, C.E.S. (inox).
- 1976 : Beauvais, C.E.T. (inox) ; Mont-de-Marsan, C.E.S. (inox).
- 1978 : Vitry-sur-Seine (inox).
- 1985 : Cergy-Pontoise, Centre des Télécommunications.
- 2000 : Paris, siège social de la RATP.

### Œuvres dans les collections publiques
- Bibliothèque du Congrès, Washington (États-Unis).
- Musée d'art moderne, Washington (États-Unis).
- Musée d'art moderne de la Ville de Paris.
- Musée Cantini, Marseille.
- Musée d'art moderne, Dunkerque.
- Musée des arts décoratifs de Paris.
- Musée de Tel-Aviv (Israël).
- Musée du bord de Seine, Paris.

### Illustration d'ouvrage
- Paul Eluard , Un Soupçon, poème, 15 pointes sèches de Michel Guino, Le Degré Quarante-et-Un, 1965.

## Expositions

### Expositions personnelles
- 1954 : galerie Raymond Creuse, Paris.
- 1956 : Obelysk Gallery, Londres.
- 1960 : galerie Lesperut, Marseille.
- 1962 : New Washington Gallery of Modern Art, États-Unis.
- 1963 : galerie Legendre, Paris.
- 1964 : galerie Grattacielo, Milan.
- 1966 : galerie Bongers, Paris.
- 1993 : bouquinerie de L’institut, Paris.
- 2004 : bouquinerie de L’institut, Paris.

### Expositions collectives
- 1955 : galerie Raymond Creuse, Paris.
- 1957 : galerie Iris Clert, Paris.
- 1958 : galerie Iris Clert, Paris ; galerie H. Legendre, Paris.
- 1959 : galerie Claude Bernard, Paris ; galerie Saint-Augustin, Paris.
- 1960 : « 100 Sculpteurs de Daumier à nos jours », musée d’Art et d’Industrie, Saint-Étienne ; galerie Spinazolla, Aix-En-Provence.
- 1962 : galerie du XXe siècle, Paris - « Sculptures Contemporaine », musée de la Culture, Le Havre.
- 1963 : « Formes et Magies » exposition organisée par Ceres Franco, Jardin d’acclimatation, Paris ; « Sculptures Champêtres », Centre culturel américain, Paris ; Cercle Volney, Paris ; galerie de L’œil de Bœuf, Paris ; galerie H. Legendre, Paris ; Centre international d’art visuel, Paris ; galerie Raymond Creuse, Paris.
- 1964 : « 100 Sculptures et Tapisseries Contemporaines », Centre culturel, Royaumont.
- 1965 : Association MJC Paris Mercoeur.
- 1966 : galerie Lacloche, Paris ; galerie J. Casanova, Paris ; galerie Lahumiere, Paris.
- 1967 : « L’âge du Jazz » Musée Galliera, Paris ; « La Sculpture dans la Ville », Lyon ; galerie Lacloche, Paris ; relais des Vaux de Cernay ; galerie Casanova, Paris.
- 1968 : galerie R. Le Grall, Paris (24 mai, octobre, novembre) ; Cercle de Fontainebleau ; « Projet pour L’architecture » Cofimeg, Lyon ; « Sculptures », Centre culturel de La Grande Motte.
- 1969 : galerie R. Le Grall, Paris ; « Sculptures en Plein Air », Centre culturel, Toulouse ; Fondation Port Barcares.
- 1970 : galerie Vercamer, Paris : « Sculptures d’Environnement », hôtel Vaudreil, Paris ; festival des arts plastiques, Montargis.
- 1971 : galerie La Bussola, Turin Italie ; galerie des Arts Contact, Paris ; « Habiter », Nice, présenté par R. Drouin ; « Sculptures internationales contemporaines », Luxeil-Les-Bains ; galerie de L’Université ; « Livres En Folie », Plateau d’Assy ; Centre nautique, Port Barcares.
- 1972 : « Bijoux d’Artistes », exposition internationale, Amersfoort (Hollande).
- 1973 : « Sculptures en Montagne », Plateau d’Assy ; « 110 Artistes avec Le Chili », rue Saint Dominique ; galerie Craven, Paris ; « La Jeune Sculpture en Suède », Suède ; galerie Alwin, Londres.
- 1974 : 1er Salon international d’art contemporain, Bastille, Paris ; « Hommage à Iliazd », galerie Darial, Paris.
- 1976 : « Rencontre », sculptures, Châtenay-Malabry.
- 1977 : Sculptures contemporaines, Évreux.
- 1978 : « Iliazd Éditeur », Centre Pompidou, Paris.
- 1980 : Cent dessins, Vitry-Sur-Seine.
- 1981 : triennale de la sculpture, Grand Palais, Paris.
- 1981 : musée de sculptures de plein air, quai Saint-Bernard Paris ; « Hommage à Marcel Zerbib », galerie Marion Meyer, Paris.
- 1982 : galerie Bernheim Jeune, Paris.
- 1983 : festival du jeu de société, créations d’artistes, Boulogne-Billancourt.
- 1994 : « La Maïf accueille la Sculpture », Niort.
- 2003 : « Trentenaire de la sculpture en montagne », rétrospective, Plateau d’Assy ; rencontre de sculpteurs, Yèvre-le-Chatel.
- mai 2009 : « Hommage à Albert Féraud », Plateau d’Assy.
- septembre 2009 : « Deuxième biennale de sculptures », propriété Caillebotte, Yerres.

### Salons et biennales
- Salon de mai : 1957, 1959, 1960, 1964, 1968, 1971, 1972, 1973, 1974, 1980, 1981, 1982, 1983.
- Salon de la jeune sculpture : 1961, 1962, 1963, 1966.
- Salon Grands et Jeunes d’aujourd’hui : 1964, 1971, 1973.
- Salon Comparaisons : 1958, 1961, 1970.
- Salon des réalités nouvelles : 1966.
- Biennale d’Anvers : 1961, 1965.
- Biennale de Paris : 1959, 1961, 1977.
- Biennale de Carrare : 1967.
- Salon de Mars : 1993.

## Récompenses
- Prix de la critique, 1re Biennale des Jeunes, Paris.
- Prix André Susse, 2e Biennale des Jeunes, Paris.
- Grand prix de la sculpture de La Ville de Marseille.